# Echipa națională de fotbal a Noii Zeelande
Echipa națională de fotbal a Noii Zeelande reprezintă Noua Zeelandă în competițiile fotbalistice organizate de FIFA sau de Confederația de Fotbal din Oceania. Supranumită „All Whites” - complet albi (în contrast cu echipa de rugby a Noii Zeelande, poreclită „All Blacks” - complet negri), reprezentativa neo-zeelandeză a participat la Campionatul Mondial din 1982 și s-a calificat pentru ediția din 2010 a competiției. Noua Zeelandă a devenit cea mai importantă reprezentativă a Oceaniei după ce Australia a decis să evolueze în zona asiatică.

## Recordul în competiții

### Campionatul Mondial de Fotbal
| 1930 - 1970 | Nu a participat  | Nu a participat  | Nu a participat  | Nu a participat  | Nu a participat  | Nu a participat  | Nu a participat  | Nu a participat  | Nu a participat  | Nu a participat  | Nu a participat  |
| 1974 - 1978 | Nu s-a calificat | Nu s-a calificat | Nu s-a calificat | Nu s-a calificat | Nu s-a calificat | Nu s-a calificat | Nu s-a calificat | Nu s-a calificat | Nu s-a calificat | Nu s-a calificat | Nu s-a calificat |
| 1982        | Faza grupelor    | 23               | 3                | 0                | 0                | 3                | 2                | 12               |                  |                  |                  |
| 1986 - 2006 | Nu s-a calificat | Nu s-a calificat | Nu s-a calificat | Nu s-a calificat | Nu s-a calificat | Nu s-a calificat | Nu s-a calificat | Nu s-a calificat | Nu s-a calificat | Nu s-a calificat | Nu s-a calificat |
| 2010        | Faza grupelor    | 22               | 3                | 0                | 3                | 0                | 2                | 2                |                  |                  |                  |
| 2014 - 2022 | Nu s-a calificat | Nu s-a calificat | Nu s-a calificat | Nu s-a calificat | Nu s-a calificat | Nu s-a calificat | Nu s-a calificat | Nu s-a calificat | Nu s-a calificat | Nu s-a calificat | Nu s-a calificat |
| 2026        | Calificată       | Calificată       | Calificată       | Calificată       | Calificată       | Calificată       | Calificată       | Calificată       | Calificată       | Calificată       | Calificată       |
| Total       | 2/22             |                  | 6                | 0                | 3                | 3                | 4                | 14               |                  |                  |                  |

### Cupa Confederațiilor
| Cupa Confederațiilor | Cupa Confederațiilor | Cupa Confederațiilor | Cupa Confederațiilor | Cupa Confederațiilor | Cupa Confederațiilor | Cupa Confederațiilor | Cupa Confederațiilor | Cupa Confederațiilor | Cupa Confederațiilor | Cupa Confederațiilor |
| An                   | Țara gazdă           | Faza atinsă          | M                    | V                    | E                    | Î                    | GM                   | GP                   | DG                   | Pct                  |
| -------------------- | -------------------- | -------------------- | -------------------- | -------------------- | -------------------- | -------------------- | -------------------- | -------------------- | -------------------- | -------------------- |
| 1999                 | Mexic                | Faza grupelor        | 3                    | 0                    | 0                    | 3                    | 1                    | 6                    | -5                   | 0                    |
| 2003                 | Franța               | Faza grupelor        | 3                    | 0                    | 0                    | 3                    | 1                    | 11                   | -10                  | 0                    |
| 2009                 | Africa de Sud        | Faza grupelor        | 3                    | 0                    | 1                    | 2                    | 0                    | 7                    | -7                   | 1                    |
| 2017                 | Rusia                | Faza grupelor        | 3                    | 0                    | 0                    | 3                    | 1                    | 8                    | -7                   | 0                    |

## Selecționeri
- Ken Armstrong (1957-1964)
- Ljubiša Broćić (1965-1966)
- Juan Schwanner (1967-1968)
- Ljubiša Broćić (1969)
- Barrie Truman (1970-1976)
- Wally Hughes (1977-1978)
- John Adshead (1979-1982)
- Allan Jones (1983-1984)
- Kevin Fallon (1985-1988)
- John Adshead (1989)
- Ian Marshall (1990-1993)
- Bobby Clark (1994-1995)
- Keith Pritchett (1996-1997)
- Joe McGrath (1997-1998)
- Ken Dugdale (1998-2002)
- Mick Waitt (2002-2004)
- Ricki Herbert (2005-2013)